# Національний парк Сіднейської гавані
Національний парк Сіднейської гавані (англ. LSydney Harbour National Park) — національний парк у межах Сіднейської агломерації (штат Новий Південний Уельс, Австралія). Парк займає частину затоки Порт-Джексон, прибережні зони деяких районів Сіднею і окремі острови затоки. Національний парк площею 392 гектара створювався поступово, починаючи з 1975 року.

## Склад національного парку
- Остріви  Шарк, Кларк, Родд, Гоат,
- скелясті півострови Бредлі-Гед, Добройд-Гед, Джордж-Гед, Мідл-Гед,
- Сідней-Гедс, включаючи карантинну станцію в Норт-Гед і Гап у Саут-Гед,
- Форт Денісон,
- Парк Нільсен.

Національний парк також захищає водний шлях між Норт-Гед та Добройд-Гед. Частина національного парку лежить поза гаванню і межує з Тасмановим морем.